# Edward FitzGerald (poeta)
Edward FitzGerald (Bredfield, Suffolk, 31 de marzo de 1809-Merton Rectory, Norfolk, 14 de junio de 1883) fue un escritor, traductor e hispanista inglés.
Desde 1816 la familia se instaló en St. Germain y París.
Conoció a William Makepeace Thackeray y William Hepworth Thompson, y mantuvo amistad con el poeta romántico Alfred Tennyson, también apóstol, alrededor de 1835.
Su familia era una de las más ricas de Inglaterra y Edward pudo consagrarse enteramente a los estudios sin pensar jamás en su sustento. En 1830 residía en París, pero en 1831 vivía ya en una granja de Naseby, entregado al estudio de la poesía española. Se casó pero a los pocos meses se divorció; aunque cambió varias veces de residencia, ya no volvió a vivir sino en su Suffolk natal.
En 1853 entregó sus Six Dramas of Calderon, una traslación libre del dramaturgo áureo español. Luego se volvió a los estudios orientales, en especial de literatura persa, y en 1856 publicó una hermosa, pero algo infiel traducción anónima versión de Sálamán y Absál de Jami en verso miltoniano.
En marzo de 1857 Cowell descubrió un manuscrito con las cuartetas del poeta, astrónomo y matemático persa Omar Jayam en la biblioteca de la Asiatic Society de Calcuta, y envió una copia a FitzGerald, quien la tradujo libremente. El 15 de enero de 1859 publicó anónimamente su traducción bajo el título The Rubaiyat of Omar Khayyam, y conoció un éxito impresionante, tan grande que casi es conocido en la actualidad solamente por esta famosa traducción; en vida de su autor se imprimió cinco veces más, con correcciones. Ya era sin embargo conocido como autor del diálogo filosófico Euphranor (1851), donde revive su juventud de estudiante en Cambridge, así como de una Colección de apotegmas y de axiomas (1852).
En 1861 se dio el gusto de comprarse un yate y de pasar los veranos en la costa. Tradujo otras  dos tragedias de Pedro Calderón de la Barca y otro par de tragedias griegas clásicas sobre Agamenón y Edipo.
En 1889, W. Aldis Wright, su amigo y albacea literario, publicó sus Letters and Literary Remains en tres volúmenes. A esta obra siguió en 1895 sus Letters to Fanny Kemble, que le descubren como un gran escritor epistolar. Las Works of Edward FitzGerald aparecieron en 1887.

## Biografía

### Infancia y familia
Edward FitzGerald nació en Bredfield House, en Suffolk, Inglaterra, casa que pertenecía a sus abuelos maternos. Posteriormente, su familia se mudó a White House, dentro de la Villa Bredfield  donde se desarrolló toda su infancia hasta entrar a la Universidad Trinity College, Cambridge.
Séptimo hijo de ocho, FitzGerald era el hijo de una madre heredera de tierras y propiedades y de un padre heredero de la fortuna y el cargo dentro de la cámara de los comunes de Inglaterra, padre que se vio eclipsado por el poderío y la personalidad de su madre.
Eran una familia con herencia irlandesa por ambas partes, con una descendencia que se remonta a las más exclusivas familias anglo-normandas (conquistadores de Irlanda del Norte). Su madre, Mary Frances FitzGerald, era la hija de John Fitzgerald de Little Island, Waterford; hombre acaudalado económicamente que contaba con tierras en Pendleton y Lancanshire y Gayton, Staffordshire. Su padre, John Purcell, era a su vez, hijo de John Purcell y Eleanor Fitzgerald, hermana de John Fitzgerald. John Purcell padre contaba con un lugar privilegiado dentro del parlamento de Seaford, cámara de los comunes.
Cuando el hermano mayor de Mary Frances falleció en 1807, ella heredó 3,000 hectáreas en  Naseby Wooleys, Northamptonshire y posteriormente, al fallecimiento de su padre y de recibir la herencia paterna, decidió transformar la “g” de su apellido en “G” mayúscula para dar homenaje a su doble herencia irlandesa. Su esposo, John Purcell, decidió adoptar el apellido FitzGerald apellido que, posteriormente, recibieron todos sus hijos: tres hombres y 5 mujeres.

El matrimonio de estos primos se mantuvo inestable durante el tiempo que duró: Mary Frances era una mujer excéntrica que disfrutaba de la vida lujosa dentro de la capital, lo cual provocó la decisión de comprar un piso en Portland Place, en la ciudad (aborrecía la vida de campo) para disfrutar ahí de la temporada y de los recesos de verano y de invierno, realizando visitas ocasionales a su casa de campo, donde sus hijos y esposo radicaban durante todo el año . Dentro de las diversiones de Mary Frances se encontraba visitar la ópera, el teatro y formar un estatus social entre la crema y nata de la sociedad londinense. Dentro de sus cartas y su autobiografía, Edward relata que en las ocasiones en que su madre visitaba White House, él y sus hermanos se asomaban entre los arbustos para ver cómo llegaba en su carro, tirado por 4 caballos blancos, como si fuera una extraña. John FitzGerald era un padre igualmente ausente, puesto que sus ocupaciones políticas y sus negocios lo mantenían alejado de sus hijos en un nivel paternal.
«Mi madre solía venir a veces, y como niños, no nos sentíamos muy queridos. Ella era una notable mujer… y aunque creo constantemente en la belleza exterior como un reflejo de la belleza del alma, yo solía desear, a veces,  que algún rasgo en su fina cara, revelara lo que no estaba bien de su personalidad. Yo creo (como usualmente) que serían los labios: había en ellos un toque de travesura de vez en cuando, como la cola de un gato- por otra parte era tan amable y suave»
Cuando Edward era aún un adolescente, conoció al Mayor Edward Moore, un soldado retirado anglo-indio que  se convirtió en su héroe de la infancia por sus posturas radicales y su modo de pensar diferente al de la sociedad londinense. Moore lo influenció en su gusto por la cultura, específicamente, la literatura persa. El Mayor Moore detectó la timidez de FitzGerald, así que comenzó a salir a pasear con él, animándolo a dar su opinión sobre los temas que tomaban (más que nada, hablaban sobre los dialectos de Suffolk). Esto animó a Edward a escribir su primer libro “Sea Words and Phrases”. El Mayor Edward Moore falleció en 1848.
Posteriormente, Edward FitzGerald fue inscrito en la escuela del Rey Eduardo en Bury, St. Edmunds, Suffolk (King’s Edward School) donde vivió su infancia y adolescencia hasta graduarse a los 17 años.

### Juventud
En el año de 1826, cuando aún tenía 17 años, Edward FitzGerald se inscribió en el Trinity College, Cambridge, lugar donde conoció a algunos de sus amigos más queridos: Alfred Tennyson, John Allen y William Tackeray . Las dudas sobre su fe se intensificaron al llegar a la universidad y fue John Allen “querido padre” quien lo ayudó a alejar sus dudas lo mejor que pudo.
En 1830, FitzGerald se graduó de la universidad y fue gracias a su tutor de tesis que conoce a Charles Lyell, quien influencia su modo deber la vida a partir del ateísmo. Es entonces que FitzGerald comienza a ver la vida espiritual desde el punto de vista agnosta. Al dejar la universidad, su vida se torna inestable, con continuos cambios de residencia, generando amistades vanas y solitarias.

### Vida adulta
La amistad entre William Tackeray y John Allen representan, en FitzGerald, los dos lados de su personalidad: Allen es la parte que quiere mantener su fe y su vida estable y Tack es esa parte que necesita mantenerse dudando e investigando cada vez más.

A la edad de 22 años, FitzGerald decidió tomar una residencia permanente, así que se dirigió hacia la granja familiar de Naesby y escribe su primer poema The Meadows in Spring, poema que expresa de manera muy clara la personalidad anhelante del autor: describe un prado donde, a pesar de ser todo bello, es necesaria alguna otra cosa que complete la perfección. Este tipo de sentimientos y emociones que expresa indirectamente en sus obras es el estilo que marcaría cada uno de sus trabajos. Uno de los ejemplos más claros sobre este tipo de escritura se muestra en el poema que FitzGerald escribió para el funeral de la hermana de Allen, “To a Lady Singing”.
Estos versos no están escritos en el estilo antiguo: su expresión es bastante hogareña; pero, honestamente, confieso que va más conmigo la simplicidad del estilo de los antiguos poetas que el de los modernos; y el buen humor filosófico de los antiguos escritores, más que la enfermiza e ingeniosa melancolía de Byron. Si mis versos no son buenos, entonces están llenos de humor, y eso es algo.
Después de este suceso, Edward decide retirarse formalmente de la escritura, salvo por algunas cartas dirigidas a sus amigos y un libro que escribió para Lucy Barton, hija de su fallecido amigo, Berrnard Barton.
Edward FitzGerald falleció mientras dormía el 14 de junio de 1883 en Norfolk, Inglaterra

### Amigos[6][3]
En la vida de Edward FitzGerald, fomentar y cuidar sus amistades era fundamental en su vida, debido a la melancolía y la sensación de soledad que lo acosaban diariamente:
- Carlyle Arnold: se conocen por su mutuo interés en la historia de Naesby y se hacen amigos por tener los mismos gustos e ideologías. Él, Tennyson y FitzGerald mantienen una relación de cartas a través de la distancia en la que comparten sentimientos e ideas.

- William Kenworth Browne: FitzGerald mantuvo un lazo emocional con Kenworth, el cual estuvo activo a través de encuentros, visitas y cartas hasta el día en que William falleció. En Kenworth, FitzGerald encontró las cualidades que un verdadero amigo debería de tener. Es durante el periodo en el que lo conoce por primera vez que escribe “Euphranor: A Dialogue on Youth”.

- Edward Byles Cowell: joven que lo inspira a continuar con los estudios de lengua persa. Es gracias a Cowell que FitzGerald conoce por primera vez una traducción del español al inglés con una obra de Calderón.

Edward FitzGerald comienza a investigar más sobre Calderón y decide iniciar una serie de traducciones sobre su trabajo, haciendo una compilación de 6 dramas en 1853.
- Bernard Barton: Amigo y cofundador de “wits of Woodbridge” junto a George Crabbe y Thomas Churchyard, fue una persona amable y alentadora cuyo espíritu congenió inmediatamente con el de FitzGerald. A su muerte, Barton dejó al cuidado de Edward a su hermana, Lucy.

Edward decidió escribir un volumen que compilaba todos los poemas y escritos de Barton y después, los vendió por suscripción. El dinero fue directamente entregado a Lucy.
- Lucy Barton/FitzGerald: a la muerte de la madre de Edward, él recibió la parte de la herencia que le correspondía, así que con ese dinero, se casó con Lucy Barton. Después de 8 meses de un matrimonio infeliz en el que ambos esperaban cosas diferentes del otro, decidieron separarse.

## Estilo literario

### Influencia victoriana
La literatura que se suscitó en el periodo de tiempo victoriano, el cual Edward FitzGerald adoptó, fue una respuesta a la literatura producida en el romanticismo.
En la época romántica, los principales exponentes eran John Keats, Percy Shelley, Lord Byron y Walter Scott, quienes retrataban en su escritura pasiones y sentimientos; experimentaciones con la poesía y la prosa para desafiar nuevas interpretaciones e imponer nuevas ideas partidas a partir de la exposición de sueños y fantasías como una realidad presente.
Al contrario, la literatura producida en la época victoriana, si bien no se contrapone a la literatura romántica, no retoma su manera de producir obras: los literatos sucesores de los románticos se ocuparán por la perfección de la forma a partir de la experimentación de sus antecesores.
El exceso producido por el romanticismo trata de ser reordenado por el victoriano a partir de un nuevo orden moral, político y religioso, lo cual, al estar suscitándose en un periodo de nueva ilustración, con la predominancia de la razón por sobre los sentimientos, genera en Edward FitzGerald una duda sobre fe y razón que se presenta en cada trabajo:

### Estilo propio
El trabajo estilístico de las obras de su autoría (cartas, poemas y algunos libros antes de retirarse de la creación original) son una muestra de superioridad y optimismo;  son el reflejo de una época en que no se sabe si en realidad existe una vida después de la terrenal, así que lo que queda por hacer es disfrutar y ser lo más felices posible.
Las obras de FitzGerald se tornan personales desde un punto de vista que fluctuaba según su estado de ánimo cambiaba y según las personas con las que forjaba amistad: cuando escribió To a Lady Singing, para la hermana fallecida de su amigo John Allen, originalmente escribió cuatro estrofas que hablan sobre la vida después de la vida terrenal que esperaría a la hermana de Allen, pero tiempo después, al mantener contacto con William Tackeray, quien defendía una postura agnosta sobre la religión,  Edward añadió dos estrofas más que expresaban su verdadera duda acerca de la existencia de este paraíso celestial; incluso después volvió a escribir más estrofas que hablaban de su renuncia a la fe cristiana por completo, ya que no veía necesario tener intermediarios con Dios para poder mantener una relación con él.
Dentro del terreno de la traducción FitzGerald reconoció tres formas de realizar esta labor: a partir de la metafrase (traducción palabra por palabra), la paráfrasis (una interpretación pobre) y la imitación (aquí el traductor puede tomarse la libertad de cambiar palabras y tomar la esencia de la obra original para adaptarla según su necesidad).

## Obra

### EnigmaRubáiyát[9][10]
Cuando Edward FitzGerald encontró los cuartetos de Omar Khayyám, se dio a la tarea de traducirlos al latín y, posteriormente, al inglés.
Sin embargo, al ser publicado, por el tipo de lectura que se emitía de este poema, se generó un enigma acerca del verdadero autor de él: la rima era demasiado inglesa para ser verdaderamente persa, pero el estilo era demasiado estilo persa para haber sido creado por un poeta inglés.
FitzGerald realizó una “imitación de la obra”, lo cual significa que, al momento de realizar su traducción, adaptó palabras de su idioma original al inglés. Sin embargo, él creía que era mejor ser “misteriosamente persa que claramente inglés”, así que procuró imprimir la esencia misteriosa persa en su traducción.
El resultado de la primera edición fue una confusión para los lectores que suscitó la creencia de que Rubáiyát fue escrito originalmente por FitzGerald, tratando de imitar a los persas, pero lo que en realidad realizó fue una reinterpretación de este texto.

### Lista de obras
- Sea Words and Phrases along the Suffolk coast (1869)
- Traducción de Agamemnon de Aeschylus (1876)
- Traducción de 6 dramas de Calderón (1853)
- Traducción de Rubáiyát de Omar Khayyám